# Обединена социалдемокрация
Обединена социалдемокрация е социалдемократическа политическа партия в България. Председател на партията е Йордан Гергов.

## История
Партията е учредена на 8 септември 2008 г. в град София. На Учредителната конференция присъстват 615 членове – учредители, представители от цялата страна. Приети са Устав и Програмна декларация. За Председател на новата социалдемократическа партия е избран Йордан Гергов.

## Парламентарни избори

### 2022 г.
На парламентарните избори през 2022 г. партията участва в коалиция „Справедлива България“ заедно с Политическо движение „Социалдемократи“ и Компетентност, отговорност и истина (КОЙ). Тя участва с бюлетина № 6.